# Кузьмік Сергій Сергійович
Сергій Сергійович Кузьмік (народився 17 червня 1995 року у Києві) - український хокеїст, представник України.

## Кар'єра

### Клуби
- Білий Барс (2010-2013)
- ХК Кременчук (2013-2014)
- Платина Кишинів (2014-2015)
- ХК Кременчук (2014-2015)
- "Донбас" (Донецьк) (2015-2016)
- ХК Кременчук (2016-2017)
- "Донбас" (Донецьк) (2017-2019)
- ХК «Дніпро» (2019-)

У 2014 році виступав у юніорській лізі російського МХЛ-В у молдовській команді з Кишинева. 
З 2013 року гравець українського клубу "ХК Кременчук", з яким виборов 2 місце у чемпіонаті країни . 
З липня 2015 року гравець донецького "Донбасу" . 
З травня 2016 року знову гравець "ХК Кременчук" . 
З червня 2017 року знову у складі "Донбас" (Донецьк) . 
У листопаді 2019 року переїхав до херсонського "Дніпра" .

### Збірна
У складі збірної України брав участь у чемпіонаті світу U18 у 2011 році (Дивізіон II), 2012 (Дивізіон I), Чемпіонаті світу U20 2013, 2014, 2015 (Дивізіон I, 2015 як капітан національної збірної), чемпіонат світу серед сеньйорів 2015, 2017 (дивізіон I).

## Досягнення

### Збірна
- Підвищення до 1-го дивізіону чемпіонату світу U18: 2011

### Клуб
- Срібна медаль чемпіонату України : 2015, 2017 з "ХК Кременчуком"
- Золота медаль чемпіонату України : 2016, 2018, 2019 з "Донбасом" Донецьк

### Індивідуальний
- Чемпіонат світу з хокею серед юніорів 2015 / Дивізіон I # Група B :
  - Перше місце в канадській класифікації у складі збірної України на турнірі: 5 балів [7]
- Чемпіонат України з хокею 2015 :
  - Перше місце в таблиці асистентів плей-офф: 8 передач [8]
  - 2 місце в канадській класифікації у плей-офф: 9 очок [9]

## Виноски
1. ↑  https://www.iihf.com/en/events/2017/wmia/teams/roster/45652/ukraine/ — Міжнародна федерація хокею із шайбою.
2. ↑  «АТЕК» виграв найдраматичніший фінал чемпіонату України! (укр.), архів оригіналу за 9 квітня 2021, процитовано 9 квітня 2021
3. ↑  Состав ХК "Донбасс" пополнит нападающий Сергей Кузьмик | ХК Донбасс (англ.), архів оригіналу за 25 липня 2015, процитовано 9 квітня 2021
4. ↑  ХК «Кременчук» начал учебно-тренировочный сбор (рос.), архів оригіналу за 14 січня 2017, процитовано 9 квітня 2021
5. ↑  «Донбасс» назвал 21 игрока из состава на будущий сезон | УХЛ (рос.), архів оригіналу за 4 вересня 2017, процитовано 9 квітня 2021
6. ↑  Архівована копія. Архів оригіналу за 12 травня 2021. Процитовано 9 квітня 2021.{{cite web}}:  Обслуговування CS1: Сторінки з текстом «archived copy» як значення параметру title (посилання)
7. ↑  Архівована копія (PDF). Архів оригіналу (PDF) за 4 червня 2015. Процитовано 9 квітня 2021.{{cite web}}:  Обслуговування CS1: Сторінки з текстом «archived copy» як значення параметру title (посилання)
8. ↑  Архівована копія. Архів оригіналу за 11 квітня 2021. Процитовано 9 квітня 2021.{{cite web}}:  Обслуговування CS1: Сторінки з текстом «archived copy» як значення параметру title (посилання)
9. ↑  Архівована копія. Архів оригіналу за 11 квітня 2021. Процитовано 9 квітня 2021.{{cite web}}:  Обслуговування CS1: Сторінки з текстом «archived copy» як значення параметру title (посилання)